# Helm des Skanderbeg
Der Helm des Skanderbeg ist ein dem albanischen Nationalhelden Gjergj Kastrioti Skanderbeg (1405–1468) zugeschriebener Helm, der Teil der Sammlung der Hofjagd- und Rüstkammer ist. Die Hofjagd- und Rüstkammer ist zwar eine Sammlung des Kunsthistorischen Museums Wien, aber auf der anderen Straßenseite in der Neuen Hofburg untergebracht und kann übers Weltmuseum besucht werden. Zum Helm gehört auch das Schwert des Skanderbeg. Schwert und Teile des Helms dürften Untersuchungen zufolge nie im Besitz Skanderbegs gewesen sein.

## Beschreibung
Der Helm besteht aus Weißmetall (Britanniametall). Die Helmglocke ist fast kugelförmig gearbeitet, der Helmrand ist mit einem Messingband beschlagen und mit Buckeln verziert. Im mittleren Bereich ist ein vergoldetes Kupferband um den Helm genietet. Das Band ist mit Verzierungen und Buchstaben graviert, wobei jedes Buchstabenpaar durch eine goldene Rosette getrennt ist. Die Buchstabeninschrift lautet:
- IN = Jesus Nazarenus
- PE = Principi Emathie
- RA = Regi Albaiae
- TO = Terrori Osmanorum
- RE = Regi Epirotarum
- BT = Benedictat Te

Die Übersetzung lautet:
„Jesus von Nazareth segne dich (Skanderbeg), Prinz von Emathia (Makedonien), König von Albanien, Schrecken der Osmanen, König von Epirus“
Der Name „Albaiae“ in der Inschrift steht für einen abweichenden Namen aus der Entstehungszeit für das heutige Albanien. Die Region wurde in verschiedenen Ländern unterschiedlich benannt: 
- Türkei: Arnaut
- Griechenland: Arbanas, Arbanensis
- Italien: Albanian, Epirotarum, Albanensis
- Albanien: Arber, Arberesh, Epirotas[4]

Der Helm hat einen Scheitelgrat, auf dem die Figur eines gehörnten Ziegenbocks angebracht ist. Die Figur besteht aus Bronze und ist vergoldet. Der gehörnte Ziegenkopf wird als altes illyrisches Herrschaftssymbol, die Hörner als Potenzsymbol oder als Symbol der göttlichen Macht von Zeus und anderen Göttern interpretiert; auch ein Bezug zur Gestalt des Zweihörnigen (Dhū l-Qarnain) im Koran (Sure 18, 83–102) wird gesehen (da diese Figur oft mit Alexander dem Großen gleichgesetzt wird, von dessen Namen „Skanderbeg“ ableitbar ist). Legenden bringen den Ziegenkopf mit Ereignissen um Skanderbeg während der Ersten Belagerung Krujas (1450) in Verbindung.
Der Helm ist drei Kilogramm schwer.

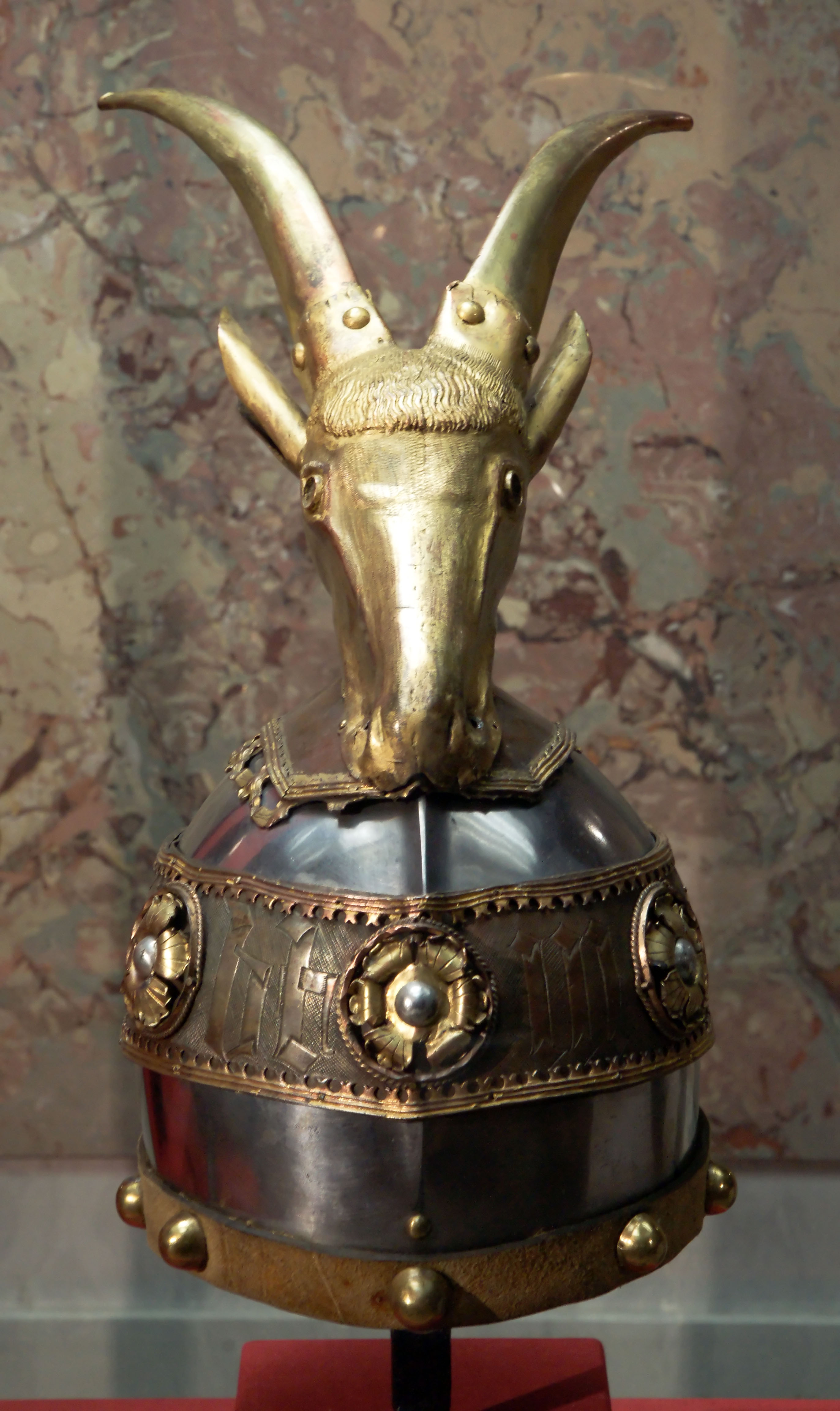
Frontalansicht
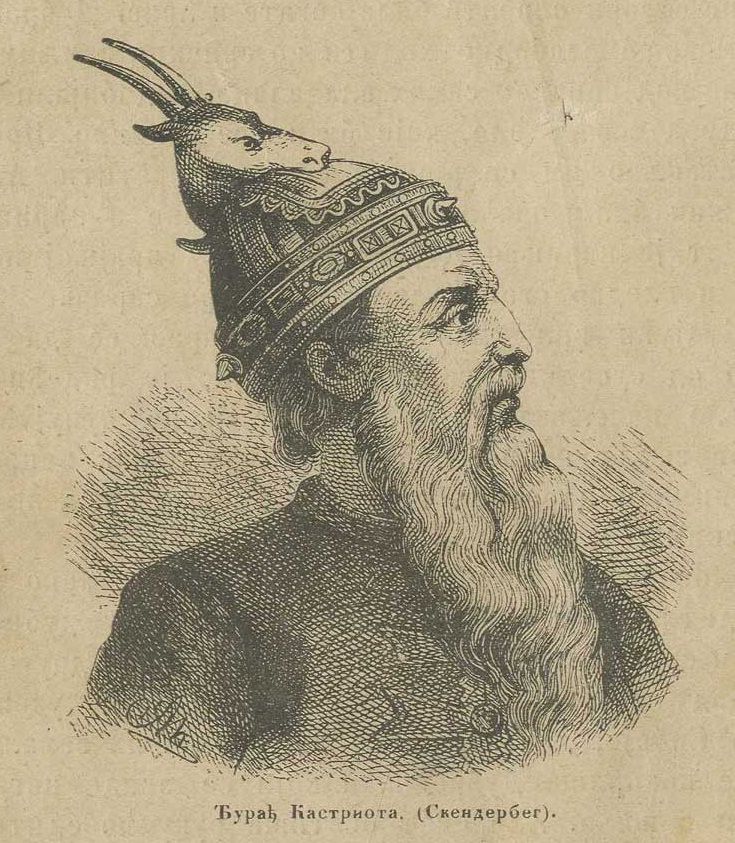
Porträt von Skanderbeg mit Helm (Kosta Mandrović, 1885)
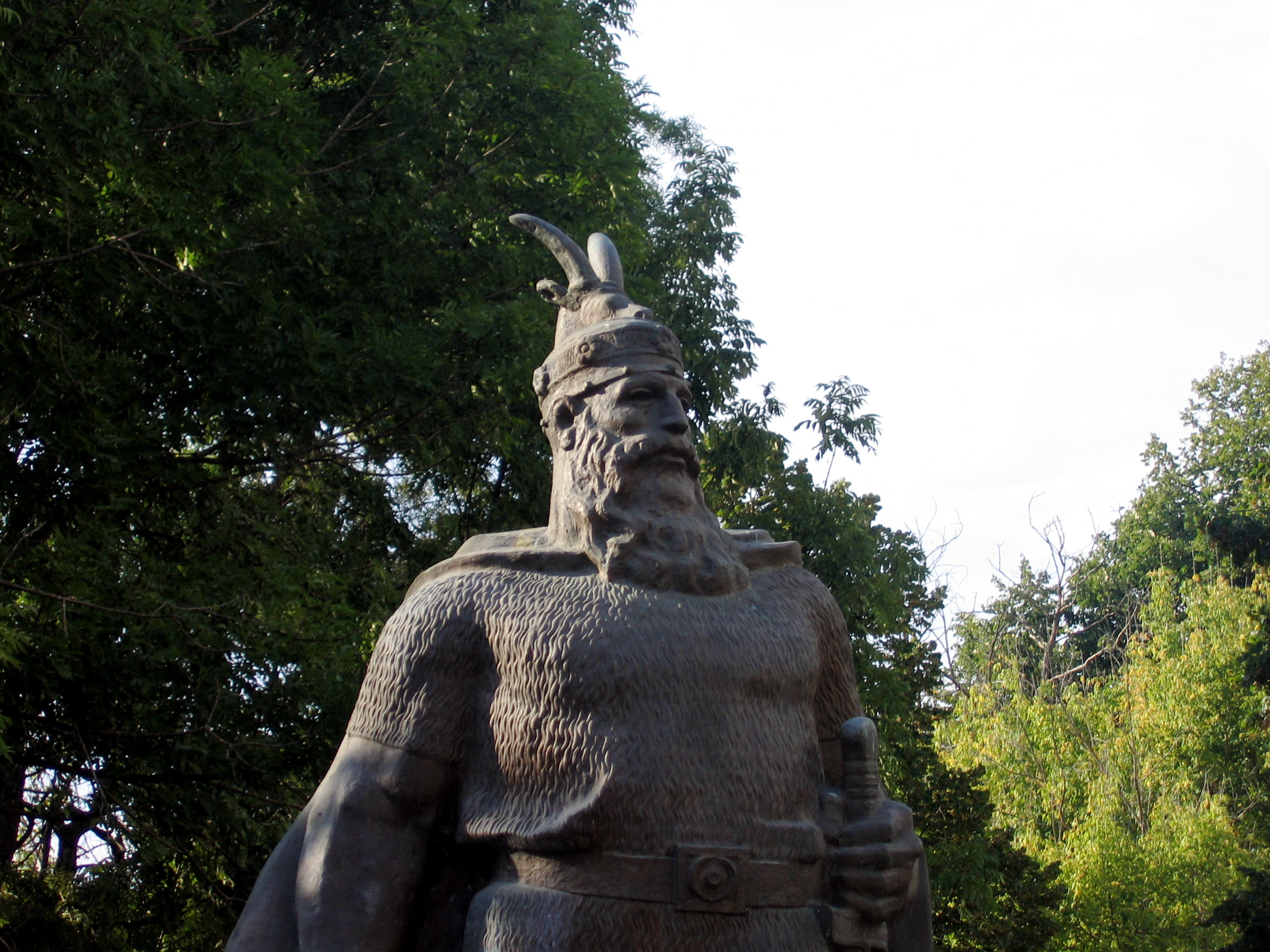
Skanderbeg-Denkmal in Debar (Nordmazedonien)

## Geschichte
Herkunft und Authentizität von Helm und Schwert sind umstritten. Das Museum schreibt, der Helm sei um 1460 in Italien hergestellt worden. Das Schwert bestehe aus einer Klinge aus dem 15. Jahrhundert und einem jüngeren türkischen Griff. Neueren Berichten zufolge ist das Schwert böhmischen Ursprungs, der Helm wurde vermutlich im 16. Jahrhundert in Venedig gefertigt. Der Helmreif könne kaum original sein. Der Ziegenkopfaufsatz könnte hingegen original sein.
Skanderbeg soll drei Schwerter besessen haben, denen eine große Schlagkraft zugeschrieben wurde. Vermutlich wurden die Waffen nach seinem Tod von der Familie nach Italien gebracht. So meint der albanische Historiker Kristo Frashëri, dass Schwert und Helm Originale aus dem 15. Jahrhundert seien. Laut seinen Angaben hat Skanderbegs Frau Donika und sein Sohn Gjon Kastrioti auf der Flucht nach Italien zwei Schwerter und einen Helm mitgenommen. Zunächst erbte Ferdinand Kastrioti, der dritte Sohn von Gjon Kastrioti, die Gegenstände. Als dieser im Jahre 1561 verstorben war, bekam seine Tochter, Irena Kastrioti, sowohl Waffen als auch Helm in die Hände. Sie musste diese jedoch aufgrund hoher Schulden ihres Gatten Pietro Antonio Sanseverino verkaufen.
Erzherzog Ferdinand II. hat Helm und Schwert in der zweiten Hälfte des 16. Jahrhunderts vermutlich in Italien erworben. Er war Waffensammler und hatte wie Skanderbeg in den Türkenkriegen erfolgreich gegen die Osmanen gekämpft, so dass er sich in Skanderbegs Nachfolge sah.
Seit dem 16. Jahrhundert verblieben diese Waffen in Österreich: Der Helm und das Schwert wurden erstmals im Jahr 1593 im Inventar der Ambraser Sammlung des Erzherzogs erwähnt. 1806 während der Napoleonischen Kriege wurde die Waffensammlung von Innsbruck nach Wien in Sicherheit gebracht.
Ende 2012 wurden sie ans Historische Nationalmuseum in Tirana für eine Ausstellung anlässlich des 100-jährigen Jubiläums des albanischen Staats ausgeliehen.
Der Helm spielt eine zentrale Rolle im 2022 veröffentlichten Roman Die Erweiterung von Robert Menasse.

## Heraldik
Der Helm des Skanderbeg ist in der albanischen Heraldik nicht nur eine im Wappenschild verwendete gemeine Figur (wie im heutigen Staatswappen Albaniens), sondern findet sich auch unter König Zogu I. (1928–1939) im Wappenmantel als Bekrönung.

Staatswappen Albaniens
Königreich Albanien (1928–1939)